# ماهیگیری بی‌رویه

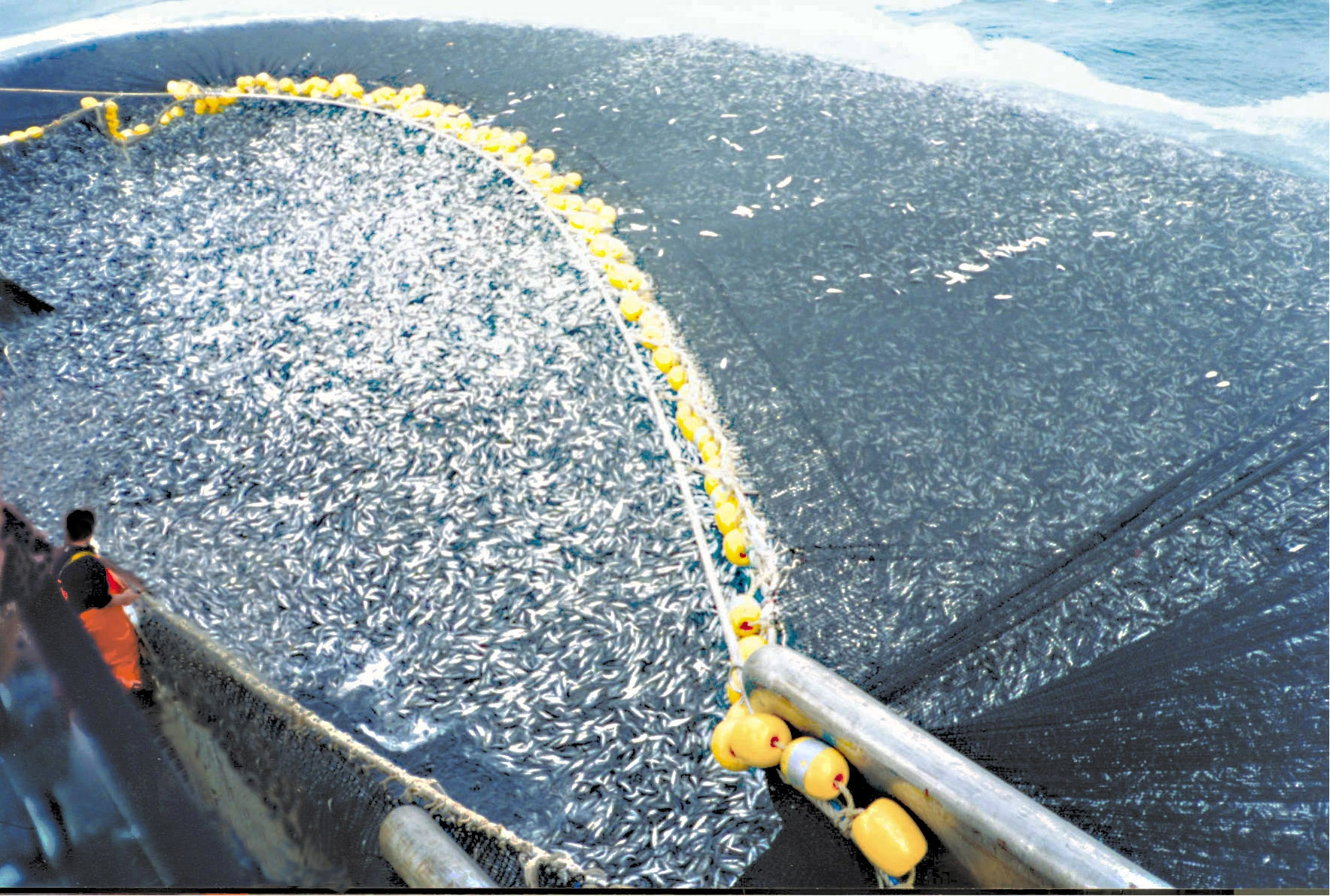
چهارصد تن زبردم که یک کشتی شیلیایی صید کرده‌است.

ماهیگیری بی‌رویه (به انگلیسی: Overfishing) صید بیش از اندازه گونه‌های ماهیان به اندازه‌ای است که آنها از توانایی بازیابی جمعیت خود را نداشته و با کاهش جمعیت در یک ناحیه روبرو شوند. ماهی‌گیری بی‌رویه می‌تواند در پهنه‌های آبی با هر اندازه ای رخ دهد، همچون حوضچه‌ها، رودها، دریاچه‌ها یا اقیانوس‌ها و می‌تواند به کاهش منابع، کاهش رشدهای زیستی و کاهش سطح زیست توده‌ها بینجامد. ماهی‌گیری بی‌رویه پایدار می‌تواند به جایی برسد که جمعیت ماهی‌ها دیگر نتوانند خود را حفظ کنند. برخی از ماهی‌گیری‌های بی‌رویه، مانند صید بی‌رویه کوسهها، باعث خراب شدن همه بوم سازگان‌های دریایی شده‌است. توانایی یک شیلات برای بازیابی از ماهی‌گیری بی‌رویه به شرایط مناسب بوم سازگان برای برای بازیابی، وابسته است. تغییرات چشمگیر در ساختار گونه‌ها می‌تواند به دگرگونی بوم سازگان بینجامد، برای نمونه هنگامی که ماهی قزل آلا دچار ماهی‌گیری بی‌رویه شود، ممکن است ماهی کپور برتری پیدا کند به گونه ای که امکان بازسازی یک جمعیت بارور از ماهیان قزل آلا وجد نداشته باشد.

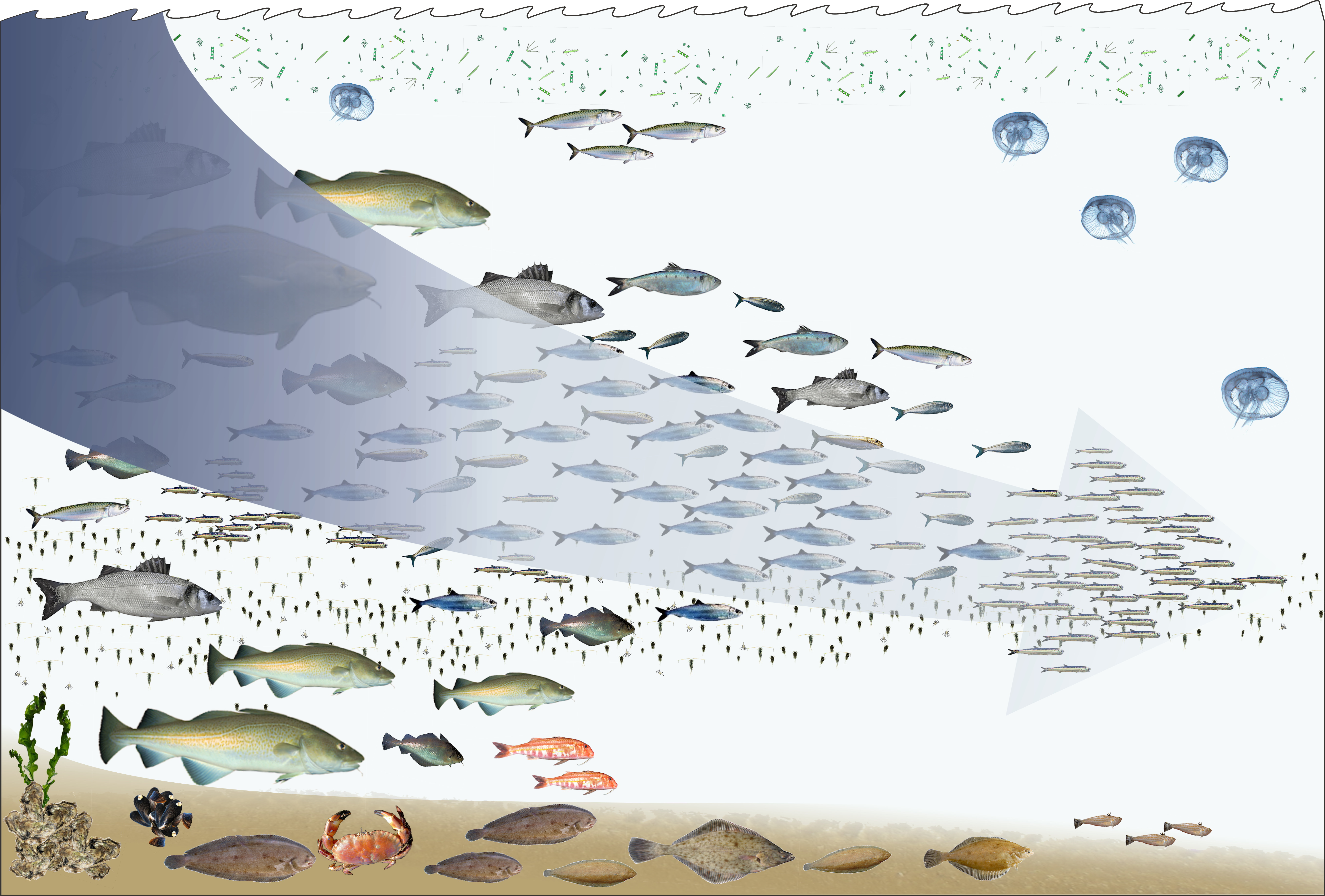
ماهی‌گیری در شبکه غذایی.

از زمان رشد شرکت‌های ماهی‌گیری جهانی پس از دهه ۱۹۵۰ میلادی، ماهی‌گیری بی‌رویه از چند ناحیه متمرکز به تقریباً همه شیلاتها گسترش یافت. خراشیدن کف اقیانوس‌ها در روش صید کف روبی برای مرجانها، اسفنج‌های دریایی و دیگر گونه‌های کهن‌سال که نمی‌توانند به تندی بازیابی شوند و همچنین زیستگاهی را برای دیگر گونه‌های تجاری شیلات‌ها فراهم می‌آورند، ویرانگر است. این ویرانی کارکرد بوم سازگان را تغییر داده و می‌تواند ساختار گونه‌ها و تنوع زیستی را برای همیشه دگرگون کند. گونه‌های صید شده به صورت ناخواسته در عملیات ماهی‌گیری معمولاً به دریا بازگردانده می‌شوند و دراثر زخم‌ها یا قرارگیری در هوا می‌میرند. صید ناخواسته گونه‌ها یک چهارم از کل صیدهای دریایی را دربر می‌گیرد. برای نمونه صید ناخواسته میگوها پنج برابر بیشتر از زمانی است که آنها واقعاً هدف صید هستند.
فائو در گزارشی در سال ۲۰۲۰ اعلام کرد: «در سال ۲۰۱۷، ۳۴ درصد از ذخایر ماهی‌های شیلات‌های دریایی جهان به عنوان ماهی‌گیری بی رویه طبقه بندی شده‌اند.» گزینه‌های کاهش این روند عبارتند از: مقررات دولتی، حذف یارانه‌ها، به کمینه رساندن اثرات ماهی‌گیری، آبزی پروری و آگاهی مصرف‌کنندگان.